# Markus Stotter
Markus Stotter (* 22. November 1990 in Lienz, Osttirol) ist ein österreichischer Politiker der ÖVP. Er ist Landwirt, Bürgermeister von Oberlienz und seit 25. Oktober 2022 Mitglied des Bundesrates.

## Leben

### Ausbildung und Beruf
Markus Stotter besuchte die Volksschule in Oberlienz, danach die Hauptschule und die Höhere Technische Lehranstalt in Lienz. Nach dem Präsenzdienst studierte er Nonprofit-, Sozial- und Gesundheitsmanagement am Management Center Innsbruck und arbeitete danach als kaufmännischer Angestellter. Von 2020 bis 2021 besuchte er die land- und forstwirtschaftliche Fachschule Hafendorf und ist seit 2021 Landwirt.

### Politik
Seine politische Laufbahn begann Markus Stotter 2016 als Mitglied des Gemeinderates von Oberlienz. Als er 2021 dort zum Bürgermeister gewählt wurde, war er der jüngste Bürgermeister Osttirols. Im Jahr 2022 wurde er stellvertretender Landesparteiobmann der ÖVP Tirol und 2023 Bezirksparteiobmann der ÖVP Osttirol. Seit seiner Entsendung in den Bundesrat im Jahr 2022 arbeitet er in mehreren Ausschüssen, ist Schriftführer im Ausschuss für innere Angelegenheiten und Vorsitzender des Unvereinbarkeitsausschusses.